# Teatro FIERGS

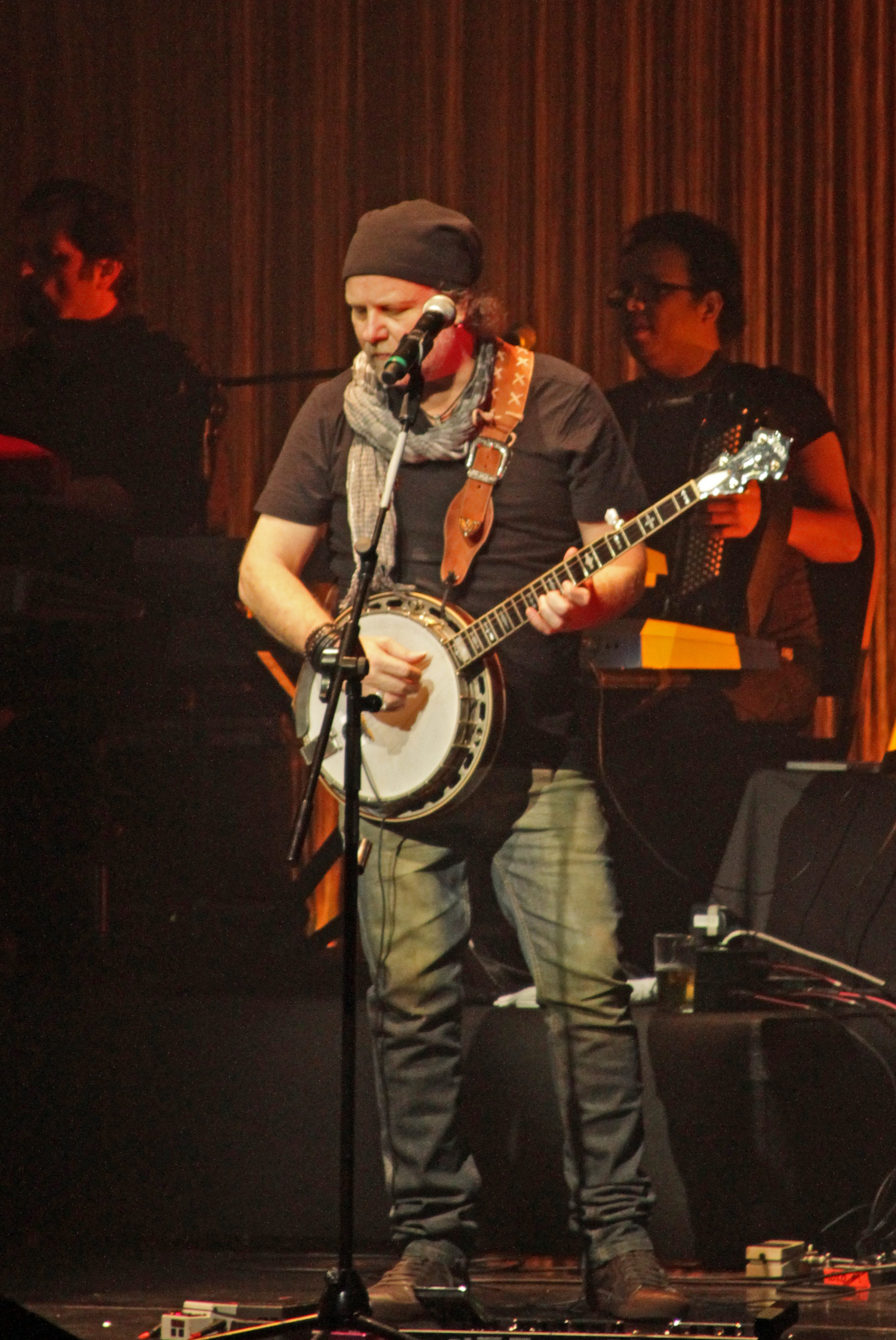
Zeca Baleiro se apresentou no Teatro do Sesi, em Porto Alegre, dia 07 de novembro de 2013, com o projeto Zeca baleiro canta Zé Ramalho.

O Teatro FIERGS (anteriormente Teatro do Sesi) é um teatro brasileiro localizado em Porto Alegre, no bairro Sarandi, na sede da Federação das Indústrias do Estado do Rio Grande do Sul (FIERGS). Inaugurado em 25 de maio de 1997, o teatro é o segundo maior do Rio Grande do Sul, possuindo uma área de total de 10.724,89 m², com capacidade para 1757 pessoas.. O espetáculo de abertura foi com a cantora Bibi Ferreira. E nestes quase 25 anos de história a casa recebeu grandes nomes nacionais e internacionais da música e do teatro.
Em 18 de dezembro de 2024, houve a reinauguração do Teatro do SESI, que foi severamente atingido pela enchente que acometeu o Rio Grande do Sul, onde a água entrou inclusive em parte da plateia. Durante o ato de descerramento da placa de reinauguração, a organização renomeou a casa de espetáculos como Teatro FIERGS, como símbolo de resiliência do povo gaúcho.

## Estrutura do teatro
Dividido em três setores - plateia baixa, plateia alta e mezanino - o Teatro do Sesi é referência pela qualidade de seus técnicos, recursos, instalações e atendimento. 
As áreas podem ser divididas em até cinco ambientes com isolamento acústico, cabines de tradução simultânea, som, luz e acessos independentes, o que permite aos eventos empresariais e principalmente, aos congressos técnicos-científicos, a otimização do espaço. 
| Poltronas                                | Quantidade    |
| ---------------------------------------- | ------------- |
| Uso geral                                | 1.719 lugares |
| P.M.R. (Pessoas com Mobilidade Reduzida) | 11 lugares    |
| P.O. (Pessoas Obesas)                    | 11 lugares    |
| P.C.R. (Pessoas em Cadeira de Rodas)     | 16 lugares    |
| Total                                    | 1.757 lugares |

O espaço ainda conta com:
- 4 Camarins Individuais;
- 3 Camarins Coletivos;
- 1 Sala de Ensaio (ballet);
- Espaço de Convivência;
- Elevador de Carga;
- Copa de Apoio;
- Secretaria;
- Bilheteria;
- Chapelaria;
- Cafeteria;
- Cabines de Tradução Simultânea (espaço físico sem equipamentos);
- Serviço de Emergências Médicas;
- Cyber Space;
- Tomada 220 V / 110 V;
- Pontos de telefonia, dados e serviços especiais de telecomunicações;

## Espetáculos já realizados
| Nacionais       | Nacionais                        | Nacionais                                |                                  | Internacionais                   | Internacionais                                | Internacionais |
| Data            | Artista / Banda                  | Show / Evento                            | Data                             | Artista / Banda                  | Show / Evento                                 |                |
| 25.05.1997      | Bibi Ferreira                    | Inauguração do Teatro do Sesi            | 17.08.1997                       | Stanley Jordan                   | Top Cat Blues Festival                        |                |
| 15 e 16.08.1997 | Titãs                            | Acústico MTV                             | 13.10.1997                       | Geraldo Flach e Renato Borghetti | Free Jazz Festival                            |                |
| 25 e 26.10.1997 | Fernanda Abreu                   |                                          | 14.10.1997                       | Jamiroquai                       | Free Jazz Festival                            |                |
| 22.05.1998      | Gal Costa                        | Acústico MTV                             | 02.08.1998                       | Phil Guy                         |                                               |                |
| 25 e 26.07.1998 | Zizi Possi                       | Passione                                 | 03 e 04.09.1998                  | Ray Conniff                      | My Way - Tribute to Frank Sinatra             |                |
| 23 e 24.10.1998 | Titãs                            | Acústico Dois                            | 18.10.1998                       | Massive Attack e Ben Harper      | Free Jazz Festival                            |                |
| 13.11.1998      | Família Lima                     |                                          | 19.10.1998                       | Farofa Carioca e Jeff Beck       | Free Jazz Festival                            |                |
| 13 e 14.03.1999 | Rita Lee                         | Acústico MTV                             | 13.09.1999                       | Madredeus                        | 6º Porto Alegre em Cena                       |                |
| 27 e 28.03.1999 | Ney Matogrosso                   | Olhos de Farol                           | 11.10.1999                       | Ray Conniff                      | ‘S Country Tour                               |                |
| 28 e 29.05.1999 | Família Lima                     |                                          | 01.05.2000                       | Afrocuban All Stars              |                                               |                |
| 02 e 03.07.1999 | Zizi Possi                       |                                          | 17.04.2001                       | Rick Wakeman                     | Journey to the Centre of the Earth            |                |
| 12 a 15.08.1999 | Chico Buarque                    | Chico Ao Vivo                            | 11.05.2001                       | John Pizzarelli                  |                                               |                |
| 24 a 26.09.1999 | Ney Matogrosso                   | Olhos de Farol                           | 16.09.2001                       | Goran Bregovic                   | Concertos para Casamentos e Funerais          |                |
| 01 e 02.10.1999 | Caetano Veloso                   | Livro Vivo                               | 23 e 24.09.2001                  | Ray Conniff                      | World Hits Tour                               |                |
| 28.10.1999      | Milton Nascimento                | Crooner                                  | 05.10.2001                       | Al Di Meola                      |                                               |                |
| 31.10.1999      | Gal Costa                        | Gal canta Tom Jobim                      | 02 e 03.04.2002                  | Harlem Gospel Choir              |                                               |                |
| 17 e 18.03.2000 | Maria Bethânia                   | A Força que Nunca Seca                   | 22.03.2004                       | Jethro Tull                      |                                               |                |
| 07 a 11.06.2000 | Marisa Monte                     | Memórias, Crônicas e Declarações de Amor | 09.10.2004                       | David Byrne                      | My Backwards Life Tour                        |                |
| 11 e 12.08.2000 | Família Lima                     |                                          | 11.11.2004                       | Chrissie Hynde                   | Chrissie Hynde with Moreno+2                  |                |
| 30.09.2000      | Rita Lee                         | 3001                                     | 13.12.2004                       | Norah Jones                      | Feels Like Home                               |                |
| 15 a 17.01.2001 | Daniel                           |                                          | 11.04.2005                       | Ian Anderson                     | Ian Anderson Plays the Orchestral Jethro Tull |                |
| 29.04.2001      | Leonardo                         | Todas as Coisas do Mundo                 | 06.05.2005                       | George Benson                    |                                               |                |
| 05 e 06.05.2001 | Milton Nascimento                | Milton & Gil                             | 13 e 14.05.2005                  | Fito Paéz                        | Naturaleza Sangre                             |                |
| 05 e 06.05.2001 | Gilberto Gil                     | Milton & Gil                             | 04.06.2005                       | Jorge Drexler                    | Eco Tour                                      |                |
| 22.06.2001      | Ana Carolina                     | Ana Rita Joana Iracema Carolina          | 24.11.2005                       | Buddy Guy                        | Bring Them In                                 |                |
| 29 e 30.06.2001 | Ney Matogrosso                   | Batuque                                  | 06.12.2005                       | Madredeus                        | Faluas do Tejo                                |                |
| 01.07.2001      | Ney Matogrosso                   | Batuque                                  | 01.05.2006                       | America                          |                                               |                |
| 17 e 18.08.2001 | Caetano Veloso                   | Noites do Norte Ao Vivo                  | 31.08.2006                       | Enrique Chia                     |                                               |                |
| 23.08.2001      | Cássia Eller                     | Acústico MTV                             | 10.09.2006                       | Jamie Cullum                     | Catching Tales                                |                |
| 23.11.2001      | João Gilberto                    |                                          | 30.09.2006                       | God Save the Queen               |                                               |                |
| 13 e 14.03.2002 | Maria Bethânia                   | Maricotinha                              | 26.10.2006                       | John Petrucci                    | G3                                            |                |
| 12 e 13.04.2002 | Rita Lee                         | Aqui, Ali, em qualquer lugar             | 26.10.2006                       | Eric Johnson                     | G3                                            |                |
| 24.08.2002      | Lulu Santos                      | Programa                                 | 26.10.2006                       | Joe Satriani                     | G3                                            |                |
| 03 e 04.09.2002 | Ney Matogrosso                   | Batuque Ao Vivo                          | 03.03.2007                       | Bryan Adams                      | Anthology Tour                                |                |
| 16.10.2002      | Adriana Calcanhotto              | Cantada                                  | 23.04.2007                       | Jethro Tull                      | Acoustic Tull with Ann Marie Calhoun          |                |
| 28 a 30.03.2003 | Ney Matogrosso                   | Ney canta Cartola                        | 16.08.2007                       | Dionne Warwick                   | 45 Anos de Carreira                           |                |
| 18.09.2003      | Marina Lima                      | Acústico MTV                             | 04.03.2008                       | Julio Iglesias                   | Romantic Classics                             |                |
| 19.09.2003      | Yamandu Costa                    | Projeto Copesul                          | 28 e 29.04.2008                  | Charles Aznavour                 | Farewell Tour                                 |                |
| 19.09.2003      | Elomar                           | Projeto Copesul                          | 10.05.2008                       | Maria Bethânia e Omara Portuondo |                                               |                |
| 19.09.2003      | Diego Figueiredo                 | Projeto Copesul                          | 12.05.2008                       | Johnny Rivers                    |                                               |                |
| 19.09.2003      | Sérgio Rojas                     | Projeto Copesul                          | 20.05.2008                       | John Mayal                       |                                               |                |
| 19.09.2003      | Chango Spasiuk                   | Projeto Copesul                          | 03.06.2008                       | Teresa Salgueiro                 | Você e Eu                                     |                |
| 07.11.2003      | Fagner                           | Fagner e Zeca Baleiro - O Show           | 28.08.2008                       | Dionne Warwick                   | Dionne Warwick & Family                       |                |
| 07.11.2003      | Zeca Baleiro                     | Fagner e Zeca Baleiro - O Show           | 11.09.2008                       | Richard Clayderman               |                                               |                |
| 13 e 14.03.2004 | Rita Lee                         | Balacobaco                               | 20.11.2008                       | Julio Iglesias                   | 40 anos de Estrada                            |                |
| 26 a 28.06.2004 | Caetano Veloso                   | A Foreign Sound                          | 17.03.2009                       | Liza Minnelli                    |                                               |                |
| 23.07.2004      | Gal Costa                        | Todas as Coisas e Eu                     | 13.04.2009                       | Burt Bacharach                   |                                               |                |
| 25.09.2004      | Simone                           | Baiana da Gema                           | 14.04.2009                       | Air Supply                       | Mumbo Jumbo                                   |                |
| 05.03.2005      | Engenheiros do Hawaií            | Acústico MTV                             | 12.05.2009                       | Dionne Warwick                   | Dionne convida Gal                            |                |
| 29 e 30.04.2005 | Maria Bethânia                   | Tempo, Tempo, Tempo...                   | 12.05.2009                       | Gal Costa                        | Dionne convida Gal                            |                |
| 03.06.2005      | Gilberto Gil                     | Eletracústico                            | 22.05.2009                       | Christopher Cross                |                                               |                |
| 13.06.2005      | Barão Vermelho                   | MTV Ao Vivo                              | 11.07.2009                       | The Beats                        |                                               |                |
| 27.08.2005      | Zizi Possi                       | Pra Inglês Ver                           | 21.10.2009                       | Tony Bennett                     | In Concert                                    |                |
| 30.10.2005      | Maria Rita                       | Segundo                                  | 20.03.2010                       | God Save the Queen               |                                               |                |
| 05.11.2005      | Ney Matogrosso                   | Canto em qualquer canto                  | 17.04.2010                       | Dionne Warwick                   |                                               |                |
| 19.11.2005      | Engenheiros do Hawaií            | Acústico MTV                             | 29.04.2010                       | Johnny Rivers                    | Shadows on the Moon                           |                |
| 13.04.2006      | Vanessa da Mata                  | Essa Boneca tem Manual                   | 21.05.2010                       | Johnny Winter                    |                                               |                |
| 03 a 07.05.2006 | Marisa Monte                     | Universo Particular                      | 05.06.2010                       | The Beats                        |                                               |                |
| 16.06.2006      | Ney Matogrosso                   | Canto em qualquer canto                  | 26.09.2010                       | Ute Lemper                       | O último tango em Berlim                      |                |
| 30.06.2006      | Titãs                            | MTV Ao Vivo                              | 15.10.2010                       | Gotan Project                    |                                               |                |
| 24.08.2006      | Maria Rita                       | Segundo                                  | 22.07.2011                       | The Beats                        |                                               |                |
| 27.10.2006      | Cidade Negra                     | Direto Ao Vivo                           | 20.10.2011                       | Julio Iglesias                   | ‘#1’ Tour                                     |                |
| 25 e 26.11.2006 | Roupa Nova                       | Roupa Acústico 2                         | 16.01.2012                       | James Blunt                      | Some Kind of Trouble                          |                |
| 28 a 31.03.2007 | Chico Buarque                    | Carioca                                  | 25.11.2012                       | Tanghetto                        |                                               |                |
| 01.04.2007      | Chico Buarque                    | Carioca                                  | 04.12.2012                       | Tony Bennett                     |                                               |                |
| 27.06.2007      | Gal Costa                        | Voz e Violão                             | 27.10.2013                       | Loreena McKnnitt                 |                                               |                |
| 09.08.2007      | Toquinho                         |                                          | 24.11.2013                       | Sarah Brightman                  | Dreamchaser World Tour                        |                |
| 19 e 20.10.2007 | Ana Carolina                     | Dois Quartos                             | 25.03.2014                       | Yanni                            |                                               |                |
| 13 e 14.11.2007 | Djavan                           | Matizes                                  | 27.03.2014                       | Hugh Laurie                      |                                               |                |
| 18.03.2008      | Paulinho da Viola                |                                          | 06.04.2014                       | Soledad Pastorutti               |                                               |                |
| 19.03.2008      | Bruno & Marrone                  |                                          | 14.04.2015                       | Lindsey Stirling                 | 2014/2015 World Tour                          |                |
| 24.04.2008      | Dona Ivone Lara                  | Samba no Teatro                          | 19.04.2015                       | Geminis Bee Gees                 |                                               |                |
| 24.04.2008      | Leci Brandão                     | Samba no Teatro                          | 30.08.2015                       | God Save the Queen               | The Show Must Go On                           |                |
| 11.06.2008      | Zezé di Camargo & Luciano        |                                          | 13.11.2015                       | Jorge Drexler                    | Perfume                                       |                |
| 14.06.2008      | Rita Lee                         | Biograffiti                              | 07.05.2016                       | Geminis Bee Gees                 |                                               |                |
| 20.06.2008      | Alcione                          | De Tudo o que eu Gosto                   | 14.05.2016                       | Piaf! The Show                   |                                               |                |
| 12.09.2008      | Ana Carolina                     | Dois Quartos - Ao Vivo                   | 16.03.2019                       | Peppino do Capri                 | Per Amore                                     |                |
| 06.11.2008      | Leonardo                         |                                          | 31.05.2019                       | Jorge Drexler                    | Silente                                       |                |
| 06.11.2008      | Daniel                           | 28 e 29.03.2025                          | Bruno Mazzeo e Lúcio Mauro Filho | Gostava Mais dos Pais            |                                               |                |
| 22.11.2008      | Os Mutantes                      |                                          |                                  |                                  |                                               |                |
| 14.05.2009      | Grupo Revelação                  | Samba no Teatro                          |                                  |                                  |                                               |                |
| 15.05.2009      | Leonardo                         | Esse Alguém sou Eu                       |                                  |                                  |                                               |                |
| 16.05.2009      | Gilberto Gil                     |                                          |                                  |                                  |                                               |                |
| 22.05.2009      | Fábio Jr.                        |                                          |                                  |                                  |                                               |                |
| 12.06.2009      | Emmerson Nogueira                |                                          |                                  |                                  |                                               |                |
| 25.06.2009      | Caetano Veloso                   | Zii e Zie                                |                                  |                                  |                                               |                |
| 22.07.2009      | Zezé di Camargo & Luciano        |                                          |                                  |                                  |                                               |                |
| 09.08.2009      | Alcione                          | Samba no Teatro                          |                                  |                                  |                                               |                |
| 13.09.2009      | Daniel                           |                                          |                                  |                                  |                                               |                |
| 05.11.2009      | Simone                           | Em Boa Companhia                         |                                  |                                  |                                               |                |
| 09.11.2009      | Ana Carolina                     | N9ve                                     |                                  |                                  |                                               |                |
| 27.11.2009      | Erasmo Carlos                    | Rock N' Roll                             |                                  |                                  |                                               |                |
| 29.11.2009      | Roberta Sá                       | Pra se ter Alegria                       |                                  |                                  |                                               |                |
| 16.12.2009      | Pouca Vogal                      |                                          |                                  |                                  |                                               |                |
| 25.03.2010      | Vanessa da Mata                  | Mulheres Brasileiras                     |                                  |                                  |                                               |                |
| 27.06.2010      | André Matos                      | Clássicos do Rock                        |                                  |                                  |                                               |                |
| 27.06.2010      | Orquestra de Câmara da Ulbra     | Clássicos do Rock                        |                                  |                                  |                                               |                |
| 17 e 18.08.2010 | Zezé di Camargo & Luciano        |                                          |                                  |                                  |                                               |                |
| 14.10.2010      | Bruno & Marrone                  | De Volta aos Bares                       |                                  |                                  |                                               |                |
| 06.11.2010      | Luiz Melodia                     |                                          |                                  |                                  |                                               |                |
| 02.12.2010      | Sandy                            | Manuscrito                               |                                  |                                  |                                               |                |
| 27.11.2011      | Victor & Léo                     |                                          |                                  |                                  |                                               |                |
| 01.02.2011      | Leonardo                         |                                          |                                  |                                  |                                               |                |
| 24.03.2011      | Djavan                           | Ária                                     |                                  |                                  |                                               |                |
| 25.03.2011      | Maria Gadú                       | Multishow Ao Vivo                        |                                  |                                  |                                               |                |
| 17.04.2011      | Vanessa da Mata                  | Bicicletas, bolos e outras alegrias      |                                  |                                  |                                               |                |
| 06.05.2011      | Chitãozinho & Xororó             |                                          |                                  |                                  |                                               |                |
| 07.05.2011      | Fábio Jr.                        |                                          |                                  |                                  |                                               |                |
| 26.05.2011      | Ana Carolina                     | Ensaio de Cores                          |                                  |                                  |                                               |                |
| 11.06.2011      | Kid Abelha                       | Glitter de Principiante                  |                                  |                                  |                                               |                |
| 09.10.2011      | Emmerson Nogueira                |                                          |                                  |                                  |                                               |                |
| 23.11.2011      | Daniel                           | Pra ser Feliz                            |                                  |                                  |                                               |                |
| 28 a 30.11.2011 | Chico Buarque                    | Chico                                    |                                  |                                  |                                               |                |
| 01.12.2011      | Chico Buarque                    | Chico                                    |                                  |                                  |                                               |                |
| 14.03.2012      | Victor & Léo                     | Amor de Alma                             |                                  |                                  |                                               |                |
| 26.04.2012      | Maria Gadú                       | Mais uma Página                          |                                  |                                  |                                               |                |
| 17.05.2012      | Fábio Jr.                        | Íntimo                                   |                                  |                                  |                                               |                |
| 26.05.2012      | Toquinho + João Bosco            |                                          |                                  |                                  |                                               |                |
| 07 a 10.06.2012 | Marisa Monte                     | Verdade, Uma Ilusão                      |                                  |                                  |                                               |                |
| 12.06.2012      | Emmerson Nogueira                |                                          |                                  |                                  |                                               |                |
| 12.08.2012      | José Augusto                     |                                          |                                  |                                  |                                               |                |
| 14.08.2012      | Lulu Santos                      | Lulu Santos canta Roberto e Erasmo       |                                  |                                  |                                               |                |
| 15.08.2012      | Maria Bethânia                   | Maria Bethânia canta Chico Buarque       |                                  |                                  |                                               |                |
| 16.08.2012      | Sandy                            | Sandy canta Michael Jackson              |                                  |                                  |                                               |                |
| 12 e 13.09.2012 | Zezé di Camargo & Luciano        |                                          |                                  |                                  |                                               |                |
| 27.09.2012      | Ana Carolina                     | Ensaio de Cores                          |                                  |                                  |                                               |                |
| 18.10.2012      | Bruno & Marrone                  | Juras de Amor                            |                                  |                                  |                                               |                |
| 19.10.2012      | Diogo Nogueira                   | Ao Vivo em Cuba                          |                                  |                                  |                                               |                |
| 20.10.2012      | Toquinho + João Bosco            |                                          |                                  |                                  |                                               |                |
| 26.10.2012      | Alcione                          |                                          |                                  |                                  |                                               |                |
| 06 e 07.03.2013 | Maria Bethânia                   | Carta de Amor                            |                                  |                                  |                                               |                |
| 14 e 15.03.2013 | Marisa Monte                     | Verdade, Uma Ilusão                      |                                  |                                  |                                               |                |
| 24.03.2013      | Maria Gadú                       |                                          |                                  |                                  |                                               |                |
| 04.05.2013      | Jorge Ben Jor                    |                                          |                                  |                                  |                                               |                |
| 05.05.2013      | Gilberto Gil                     | Concerto de Cordas & Máquinas de Ritmo   |                                  |                                  |                                               |                |
| 06.11.2013      | Liminha, Dado Villa-Lobos        | Cantam Beatles                           |                                  |                                  |                                               |                |
| 06.11.2013      | João Barone, Leoni e Toni Platão | Cantam Beatles                           |                                  |                                  |                                               |                |
| 07.11.2013      | Zeca Baleiro                     | Zeca Baleiro canta Zé Ramalho            |                                  |                                  |                                               |                |
| 08.11.2013      | Maria Gadú                       | Maria Gadú canta Cazuza                  |                                  |                                  |                                               |                |
| 25.04.2014      | Djavan                           | Rua dos Amores                           |                                  |                                  |                                               |                |
| 07.05.2014      | Paula Fernandes                  | Um Ser Amor                              |                                  |                                  |                                               |                |
| 09.05.2014      | Maria Rita                       | Coração a Batucar                        |                                  |                                  |                                               |                |
| 10.05.2014      | Almir Sater                      |                                          |                                  |                                  |                                               |                |
| 30.05.2014      | Ângela Maria                     | Reencontro                               |                                  |                                  |                                               |                |
| 30.05.2014      | Cauby Peixoto                    | Reencontro                               |                                  |                                  |                                               |                |
| 12 e 13.06.2014 | Emmerson Nogueira                |                                          |                                  |                                  |                                               |                |
| 19.07.2014      | Caetano Veloso                   | Abraçaço                                 |                                  |                                  |                                               |                |
| 16 e 17.04.2015 | Maria Bethânia                   | Abraçar e Agradecer                      |                                  |                                  |                                               |                |
| 21.05.2015      | Victor & Léo                     |                                          |                                  |                                  |                                               |                |
| 03 e 04.10.2015 | Nando Reis                       |                                          |                                  |                                  |                                               |                |
| 19 e 20.11.2015 | Diogo Nogueira                   |                                          |                                  |                                  |                                               |                |
| 06.05.2016      | Fábio Jr.                        |                                          |                                  |                                  |                                               |                |
| 30.09.2016      | Daniel Boaventura                |                                          |                                  |                                  |                                               |                |
| 20.11.2016      | Zezé di Camargo & Luciano        |                                          |                                  |                                  |                                               |                |
| 10.03.2017      | Zé Ramalho                       |                                          |                                  |                                  |                                               |                |
| 19.04.2017      | Victor & Léo                     |                                          |                                  |                                  |                                               |                |
| 10.06.2017      | Gal Costa                        |                                          |                                  |                                  |                                               |                |
| 10.07.2017      | Elymar Santos                    |                                          |                                  |                                  |                                               |                |
| 10.06.2019      | Gal Costa                        |                                          |                                  |                                  |                                               |                |
| 11.05.2019      | Almir Sater                      |                                          |                                  |                                  |                                               |                |